# الوابل الصيب من الكلم الطيب
الوابل الصيّب من الكلم الطيّب كتاب للشيخ ابن قيم الجوزية شرح فيه أحاديث الدعوات والأذكار التي وردت في كتاب الكلم الطيب الذي ألّٙفه أستاذه ابن تيمية.
وقد قدم ابن قيم الجوزية كتابه بمقدمات في فضل الذِكر وأهميته ثم أورد خمسة وسبعين فصلا في الأدعية والآثار: التي لا ينبغي للمسلم تركها، أذكار النوم والإستيقاظ منه، الأذان، دخول المقابر، نزول المطر، رؤية الهلال، الحزن، من ضاع له شيء، الكسوف والخسوف، النكاح والتهنئة وغيرها كثير.

## نبذة عن المؤلف
شمس الدين أبو عبد الله محمد بن أبي بكر بن أيوب بن سعد بن حريز الزرعي الدمشقي الحنبلي، والمعروف بابن قيم الجوزية؛ لأن أباه كان قيّماً على مدرسة«الجوزية» بدمشق. ولد في سنة 691 هـ، وأخذ الفرائض عن أبيه والفقه عن المجد الحراني والأصول على الصفي. ولابن القيم مصنفات كثيرة في العقيدة والفقه والأصول وغيرها.توفي سنة 751 هـ.

## اسم الكتاب
اختلف العلماء في تسمية الكتاب، لأن ابن القيم نفسه قد سمّى الكتاب في موضعين اثنين من كتبه باسمين مختلفين:
- الكلم الطيب والعمل الصالح: قال ابن القيم في كتابه «طريق الهجرتين وباب السعادتين» (ص 76): (وقد ذكرنا في كتاب الكلم الطيب والعمل الصالح من فوائد الذكر.) وبهذا الاسم ذكره ابن رجب في ذيل طبقات الحنابلة (2 /450).
- الوابل الصيّب ورافع الكلم الطيب: وسماه ابن القيم في كتابه مدارج السالكين (2 / 448) اسماً آخر فقال: (وقد ذكرنا في الذكر نحو مائة فائدة في كتابنا «الوابل الصيّب ورافع الكلم الطيب»، وذكرنا هناك...).وبهذا الاسم ذكره حاجي خليفة في كتابه «كشف الظنون» (2 / 1994).[3]
- الوابل الصيّب من الكلم الطيب: وبهذا الاسم نشره أغلب الناشرين، وكذلك هو في مقدمة أحمد عبيد ل «روضة المحبين» وتابعه الفقي في مقدمته ل «إغاثة اللهفان».
- الوابل الصيّب في الكلم الطيب: ورد هذا في كشف الظنون وهو المثبت في إحدى نسخ الكتاب الخطية.[4]

## نسبة الكتاب إلى المؤلف
مما يؤكد نسبة الوابل الصيب لابن القيم، ذكره للكتاب في كتابين من كتبه الأخرى:
- في كتابه «طريق الهجرتين وباب السعادتين» (ص 76): (وقد ذكرنا في كتاب الكلم الطيب والعمل الصالح من فوائد الذكر..).
- وفي كتابه مدارج السالكين (2 / 448) حين قال:(وقد ذكرنا في الذكر نحو مائة فائدة في كتابنا «الوابل الصيّب ورافع الكلم الطيب»، وذكرنا هناك...).
- نسبه إليه الكثير من العلماء منهم:

1. ابن رجب في ذيل طبقات الحنابلة(2 / 450).
2. حاجي خليفة في كتابه «كشف الظنون» (2 / 1994).
3. بكر أبو زيد في كتابه «ابن القيم، حياته، اثاره، موارده» ص 177.

## موضوع الكتاب
الكتاب رسالة بعث بها ابن القيم إلى بعض إخوانه، ويدور موضوعه على بيان فضل ذكر الله - عز وجل -، وعظيم أثره وفائدته، وجليل مكانته ومنزلته، ورفيع مقامه ودرجته، وجزيل الثواب المعد لأهله، المتصفين به، في الاخرة والأولى. وقد ذكر ابن القيم في كتابه: السعادة بثلاث: شكر النعمة، والصبر على البلاء، والتوبة من الذنب، استقامة القلب، دلائل تعظيم الأمر والنهي، الالتفات في الصلاة، والمقبول من العمل، والناس في الصلاة على مراتب خمسة، أنواع القلوب، خلوف فم الصائم، الصدقة وآثارها، ذكر الله وفوائده (وفي الذكر أكثر من مائة فائدة)، وبعد أن سرد عدداً من الفوائد قال: ولنذكر فصولا نافعة تتعلق بالذكر تكميلا للفائدة، ثم ذكر خمسة وسبعين فصلاً آخرها: الفصل الخامس والسبعون في جوامع أدعية النبي صلى الله عليه وسلم وتعوذاته لا غنى للمرء عنها.

## المخطوطات
من المخطوطات المعتمدة في طبعة دار عالم الفوائد في مكة مخطوطة كتبت سنة 795 هـ بخط علي بن محمد بن علي بن حميد الحنبلي البعلي وهي محفوظة في مكتبة شهيد علي التابعة للمكتبة السليمانية في إسطنبول.